# Magelanka rudogłowa
Magelanka rudogłowa (Chloephaga rubidiceps) – gatunek ptaka z rodziny kaczkowatych (Anatidae), zamieszkujący południową część Ameryki Południowej i Falklandy. Monotypowy. Nie jest zagrożony.

## Zasięg występowania
Lato: południowa Patagonia oraz Ziemia Ognista. Zima: niziny środkowej Patagonii i południowej Pampy. Na Falklandach żyje populacja osiadła.

## Morfologia
Długość ciała: 45–59 cm (samiec jest większy od samicy).
Samiec i samica nie różnią się wyglądem. Ich głowa jest czerwonawobrązowa z niezbyt wyraźną białą obrączką wokół oka. Ich dość krótki dziób jest czarny. Nogi pomarańczowe, z czarnymi plamkami na kolanach i stopach. Podczas lotu są widoczne białe lotki drugiego rzędu oraz biała plama na ramieniu. Lusterko brązowozielone z metalicznym połyskiem. Sterówki czarne.

## Ekologia
SiedliskoNa Falklandach otwarte, podmokłe łąki, a w Patagonii słodkowodne bagna. Na zimowiskach pastwiska, łąki i pola uprawne.
Lęgi i zachowanieZakładają gniazda we wrześniu i październiku, wśród traw bądź kamieni. Samica znosi 5–8 jaj. Wysiaduje je 29–30 dni. W tym czasie samiec strzeże gniazda. Pisklęta są wodzone przez oboje rodziców. Usamodzielniają się po 70 dniach, a są dojrzałe po trzech latach. Tworzą dozgonnie wierne pary. W czasie lęgów są terytorialne.
Wydawane dźwiękiSamiec wydaje wysokie, gwiżdżące dźwięki, natomiast samica niższe, krótkie kwakanie.
PożywienieKorzenie, liście, łodygi, trawy i turzyce.

## Status i zagrożenia
Międzynarodowa Unia Ochrony Przyrody (IUCN) uznaje magelankę rudogłową za gatunek najmniejszej troski (LC – Least Concern). W 2006 roku organizacja Wetlands International szacowała liczebność światowej populacji na 43–82 tysiące osobników. Globalny trend liczebności uznawany jest za spadkowy, choć niektóre populacje mogą być stabilne.
W 1960 roku magelanka rudogłowa została ogłoszona szkodnikiem przez rząd argentyński, gdyż żerowała na kukurydzy i pszenicy, a także konkurowała o trawę z owcami i bydłem. Później w Patagonii wprowadzono nibylisy argentyńskie, które magelankom wyjadały jaja i pisklęta. W rezultacie populacja na kontynencie znacznie zmalała. Populacja na Falklandach, mimo polowań, dalej ma się dobrze.